# 黃聖峰
黃聖峰（1979年6月30日—），台灣政治人物，台大法律系學士、台北大學刑法碩士、英國倫敦大學學院（UCL）國際法碩士。

## 背景經歷
1979年6月30日出生於台北市，父母皆為世居台灣的台灣籍人士。1997年大學聯招考上臺大畜產系（今國立臺灣大學動物科學技術學系），隔年轉系進入臺大法律系司法組，並於2001年取得學士學位畢業。2002年進入國立臺北大學法學系刑法研究所就讀，於2005年取得碩士學位畢業。在碩士畢業前，曾受大學同窗之託，在2004年9月至2005年1月期間，擔任時任立法委員的吳敦義的法案助理。
2014年6月10日於網路論壇PTT實業坊發起成立監票者聯盟，號召民眾於投票日當天投票結束後，於開票時前往開票所監票。
2015年3月18日於臉書設立「臺澎國際法法理建國連線」專頁，宣傳推廣「終止代管，自決建國」的政治理念，主張「台灣與澎湖目前仍處於盟軍佔領狀態下，原日籍台澎住民及其後代可在二戰後『去殖民化』國際共識下，行使自決權建國」。
2017年前往英國 倫敦大學學院（University College London，簡稱UCL）攻讀國際法，於次年取得國際法碩士學位後，前往英國愛丁堡大學攻讀國際法博士，但後來因返台參與創立台澎國際法法理建國黨及武漢肺炎疫情之影響，並未完成學業。
2018年黃聖峰提出「組黨參選做宣傳」的構想，計畫成立政黨，以宣傳推廣「終止代管，自決建國」的政治理念，在2019年返台演講時，獲得媒體的關注。
2019年6月30日，黃聖峰參與創立台澎國際法法理建國黨，並擔任該黨法務長及中央常務委員。

## 從政經歷
2020年1月16日，黃聖峰列名台澎國際法法理建國黨不分區立委名單第二順位。
2022年9月2日，黃聖峰代表台澎國際法法理建國黨投入臺北市市長選舉，同年11月12日，在臺北市長選舉公辦政見發表中，黃聖峰表示他參選不是為了當上台北市長，而是要來傳遞台灣人該知道的消息，並呼籲無論是台派、獨派還是建國派，不管大家對民進黨有什麼評價，希望大家集中選票投給民進黨候選人陳時中，不要將選票投給台澎黨候選人。
| 2022年臺北市市長選舉結果 | 2022年臺北市市長選舉結果 | 2022年臺北市市長選舉結果            | 2022年臺北市市長選舉結果 | 2022年臺北市市長選舉結果 | 2022年臺北市市長選舉結果 | 2022年臺北市市長選舉結果 |
| 號次                     | 候選人                   | 政黨                                | 得票數                   | 得票率                   | 當選標記                 |                          |
| ------------------------ | ------------------------ | ----------------------------------- | ------------------------ | ------------------------ | ------------------------ | ------------------------ |
| 1                        | 張家豪                   | 台灣動物保護黨                      | 2,367                    | 0.17%                    |                          |                          |
| 2                        | 王文娟                   | 無黨籍                              | 451                      | 0.03%                    |                          |                          |
| 3                        | 鄭匡宇                   | 無黨籍                              | 386                      | 0.03%                    |                          |                          |
| 4                        | 黃聖峰                   | 台澎國際法法理建國黨                | 256                      | 0.02%                    |                          |                          |
| 5                        | 童文薰                   | 無黨籍                              | 2,425                    | 0.18%                    |                          |                          |
| 6                        | 蔣萬安                   | 中國國民黨                          | 575,590                  | 42.29%                   |                          |                          |
| 7                        | 蘇煥智                   | 台灣維新                            | 1,851                    | 0.14%                    |                          |                          |
| 8                        | 黃珊珊                   | 無黨籍 （親民黨籍，台灣民眾黨支持） | 342,141                  | 25.14%                   |                          |                          |
| 9                        | 施奉先                   | 無黨籍                              | 383                      | 0.03%                    |                          |                          |
| 10                       | 唐新民                   | 共和黨                              | 316                      | 0.02%                    |                          |                          |
| 11                       | 謝立康                   | 無黨籍                              | 227                      | 0.02%                    |                          |                          |
| 12                       | 陳時中                   | 民主進步黨                          | 434,558                  | 31.93%                   |                          |                          |
| 選舉人數                 | 選舉人數                 | 選舉人數                            | 2,026,769                | 2,026,769                | 2,026,769                |                          |
| 投票數                   | 投票數                   | 投票數                              | 1,372,179                | 1,372,179                | 1,372,179                |                          |
| 有效票                   | 有效票                   | 有效票                              | 1,360,951                | 1,360,951                | 1,360,951                |                          |
| 無效票                   | 無效票                   | 無效票                              | 11,228                   | 11,228                   | 11,228                   |                          |
| 投票率                   | 投票率                   | 投票率                              | 67.70%                   | 67.70%                   | 67.70%                   |                          |

## 著作
專書：《台澎法理建國指南》 （页面存档备份，存于）
漫畫（文案）：《台澎主權的未來請交給台澎人民決定》 （页面存档备份，存于）
影片：Why Taiwan Can't Join WHO? Its Reason & Solution. （页面存档备份，存于）

## 外部連結
- 黃聖峰的Facebook專頁
- YouTube上的黃聖峰頻道